# Ngog-Mba
Pour les articles homonymes, voir Ngog et Mba.
Ngog-Mba est un village de la région du Centre du Cameroun, situé dans la commune de Bot-Makak. 

## Population et développement
En 1962, la population de Ngog-Mba était de 229 habitants. La population de Ngog-Mba était de 313 habitants, lors du recensement de 2005. La population est constituée pour l’essentiel de Bassa.  